# وايلد بول ميلر
وايلد بول ميلر (بالإنجليزية: Wild Bull Miller)‏ هو مصارع محترف أمريكي، ولد في 5 مايو 1962، وتوفي في 24 مايو 2018 في OhioHealth Riverside Methodist Hospital ‏ في الولايات المتحدة.